# Spector

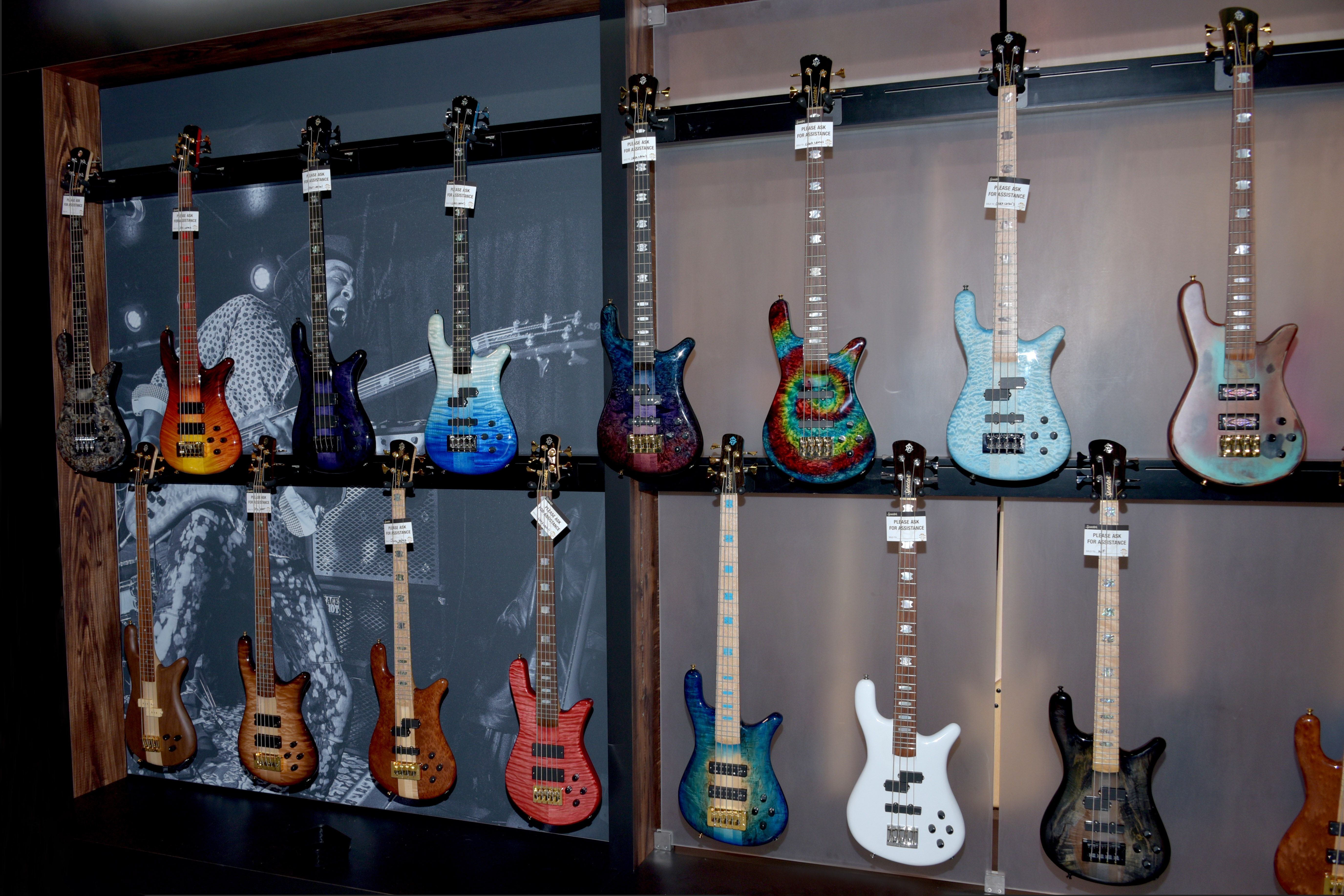
Guitarras fabricadas por Spector presentadas en “The NAMM Show” el 17 de enero de 2020 en Anaheim, California

Spector es una compañía estadounidense dedicada a la fabricación de guitarras y, sobre todo, bajos eléctricos.

## Historia
A mediados de los 70 Stuart Spector, había conseguido finalizar su primer instrumento, un bajo eléctrico que hizo fretless porque no tenía ni idea de las medidas necesarias para la incorporación de los trastes y que contaba con pastillas que el propio Stuart había elaborado a mano. Stuart lo había realizado para sí mismo, pues pensaba que le sería mucho más fácil fabricarse sus propios instrumentos que reunir el dinero suficiente para comprarlos, pero no resultó un instrumento precisamente sofisticado. Sin embargo, le dio a Spector la motivación suficiente para abrir un taller en Brooklyn, Nueva York en 1974 y crear, junto al constructor de muebles Alan Charney, "Spector Guitars". Su primer empleado fue Vinnie Fodera, que más tarde fundaría su propio sello, y poco después reclutó a Ned Steinberger, que diseñaría para Spector un bajo que haría historia, el modelo "NS".
La compañía fue adquirida en 1995 por Kramer Guitars, pero Stuart Spector volvería a hacerse cargo de ella más tarde y continua dirigiendo la empresa hasta nuestros días.

## Modelos
El primer modelo de bajo eléctrico ofrecido por la marca fue el "SB-1" de 1975, con pastillas DiMarzio, cuerpo de nogal y construcción "neckthru". 
En 1977 Spector presentó su modelo más exitoso, el "NS1", diseñado por Ned Steinberger, que rápidamente se convertiría en uno de los modelos favoritos de los bajistas profesionales de todo el mundo. Presentaba muchas opciones y varias novedades, entre ellas un cuerpo tallado ergonómicamente en forma convexa que se adaptaba perfectamente al cuerpo del músico y un diseño original que se apartaba notablemente del estándar que Fender había impuesto y que se revelaría muy influyente con posterioridad (véase Warwick Basses).
Actualmente la marca presenta varias líneas de producción de instrumentos a distintas franjas de precios y mantiene talleres en China, República Checa, Corea y Estados Unidos.